# Ordem Nacional do Mérito (Brasil)
A Ordem Nacional do Mérito é uma ordem honorífica centrada em uma condecoração estabelecida em 1946 com a finalidade de galardoar cidadãos brasileiros por seus eventuais destacados serviços à nação brasileira. A ordem contempla agraciados brasileiros acima de 25 anos de idade e cujo exímio exemplo de vida pública e conduta em sociedade. Cidadãos estrangeiros também são elegíveis à ordem caso atendam requisitos específicos estabelecidos pelo Governo do Brasil.

## História
Em 1946, a Ordem Nacional do Mérito foi criada durante o governo do Presidente Eurico Gaspar Dutra, via Decreto-Lei de N.° 9 732, e posteriormente consolidada pelo Decreto de N.º 203, de 1991. Onde o Presidente da República é seu grão-mestre, e cujo colar é transmitido ao sucessor.
O Conselho da Ordem é sediado no Palácio do Planalto e é composto pelo Chefe de Estado, pelo Presidente da Comissão Permanente do Livro do Mérito (Chanceler da Ordem), pelos Ministros de Estado da Justiça e das Relações Exteriores, pelo Secretário-Geral da Presidência da República e pelo Chefe do Gabinete Militar da Presidência da República.

## Características

### Insígnia
A insígnia da Ordem consiste numa estrela de ouro, de seis raios, maçanetados, esmaltados de branco e ligados por uma grinalda de rosas, tendo ao centro do anverso a esfera armilar, também de ouro, em campo azul, e, no reverso, a legenda: "Ordem Nacional do Mérito".
O Colar é constituído de duas correntes ornadas alternadamente de esferas armilares e rosas, elementos alegóricos da condecoração, e dele pende a insígnia. A Grã-Cruz consiste na insígnia pendente de uma faixa de cor escarlate com duas listas brancas, passada a tiracolo, da direita para a esquerda, além de uma placa dourada com as mesmas insígnias e colocada à esquerda do peito. As insígnias do Grande Oficialato e de Comendador, são pendentes de uma fita ao redor do pescoço, sendo a do Grande Oficialato acompanhada da placa, porém prateada. Já as insígnias de Oficiais e Cavaleiros, são pendentes de uma fita atada ao lado esquerdo do peito, sendo que a dos Oficiais possui uma roseta colocada sobre a fita.
Seu desenho foi inspirado na Imperial Ordem da Rosa, criada em 1829 a pedido do Imperador D. Pedro I para celebrar seu casamento com D. Amélia de Leuchtenberg. O monograma dos imperadores foi substituído pela esfera armilar e a cor da fita - de rosa - passou a ser escarlate.

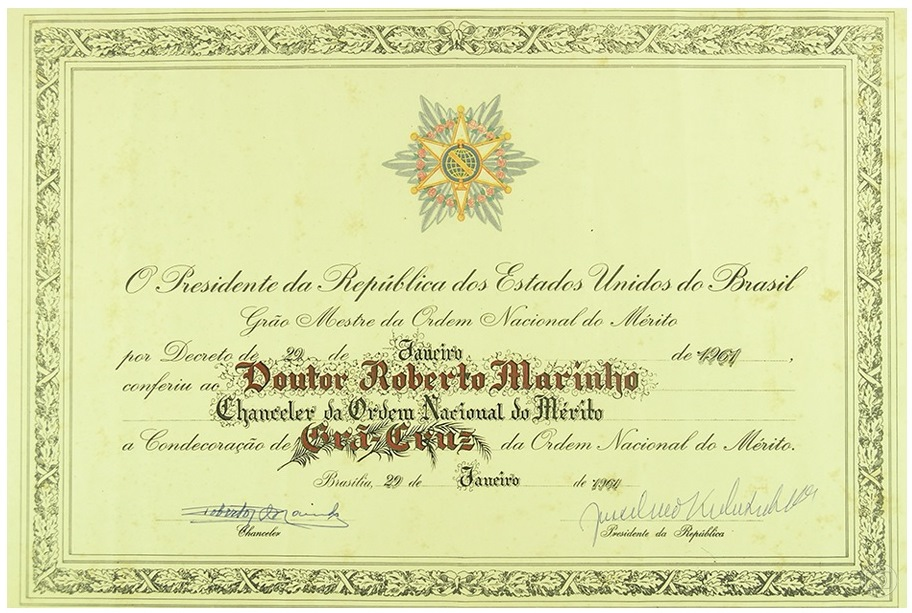
Diploma da Ordem Nacional do Mérito em que Juscelino Kubitschek confere o grau de grã-cruz da ordem a Roberto Marinho.

### Graus
A Ordem consta dos seguintes graus:
- Grã-Cruz (45 vagas);
- Grande Oficial (150 vagas);
- Comendador (350 vagas);
- Oficial (650 vagas);
- Cavaleiro (número ilimitado de vagas).

Os membros do Conselho, em sua condição de membros natos da ordem no grau de Grã-Cruz, e os agraciados estrangeiros são supranumerários, e não são considerados para o cálculo das vagas existentes em cada grau.

Aos servidores do Estado, não contemplados com a Ordem, pode ser concedida a Medalha do Mérito, que é cunhada em prata, tendo no anverso a insígnia da ordem e, no reverso, a legenda "Ordem Nacional do Mérito", encerrada em dois ramos de louro.
| Barretas  | Barretas | Barretas   | Barretas       | Barretas |
| --------- | -------- | ---------- | -------------- | -------- |
| Cavaleiro | Oficial  | Comendador | Grande Oficial | Grã-Cruz |

## Lista de admitidos desde 1990
Desde 1990, foram admitidos na Ordem Nacional do Mérito os seguintes indivíduos:
| Nome                                           | Grau                   | Data                    | Motivo                                                                                       |
| ---------------------------------------------- | ---------------------- | ----------------------- | -------------------------------------------------------------------------------------------- |
| Cacique Raoni Metuktire                        | Grã-Cruz               | 3 de abril de 2025      | Reconhecimento de sua trajetória em defesa dos povos indígenas e do meio ambiente brasileiro |
| Heley de Abreu Silva Batista                   | Cavaleiro              | 9 de outubro de 2017    | Gesto de coragem e heroísmo para salvar a vida de seus alunos em Janaúba/MG                  |
| João Rodrigues Filho                           | Cavaleiro              | 7 de maio de 2015       | Comemoração dos 70 anos do Dia da Vitória                                                    |
| Melchisedech Afonso de Carvalho                | Cavaleiro              | 7 de maio de 2015       | Comemoração dos 70 anos do Dia da Vitória                                                    |
| Nestor da Silva                                | Cavaleiro              | 7 de maio de 2015       | Comemoração dos 70 anos do Dia da Vitória                                                    |
| Roberto Paulo Timponi                          | Oficial                | 7 de maio de 2015       | Comemoração dos 70 anos do Dia da Vitória                                                    |
| Antonio de Macedo                              | Cavaleiro              | 7 de maio de 2015       | Comemoração dos 70 anos do Dia da Vitória                                                    |
| Marta Carneiro da Silva                        | Cavaleiro              | 18 de março de 2011     | Contribuição à educação no Brasil                                                            |
| Osana Santos Morais                            | Cavaleiro              | 18 de março de 2011     | Contribuição à educação no Brasil                                                            |
| Rita de Cassia Faria Farret                    | Cavaleiro              | 18 de março de 2011     | Contribuição à educação no Brasil                                                            |
| Ruthneia Vieira Lima Costa                     | Cavaleiro              | 18 de março de 2011     | Contribuição à educação no Brasil                                                            |
| Diomar das Graças Motta                        | Cavaleiro              | 18 de março de 2011     | Contribuição à educação no Brasil                                                            |
| Aurina Oliveira Santana                        | Cavaleiro              | 18 de março de 2011     | Contribuição à educação no Brasil                                                            |
| Petronilha Beatriz Gonçalves e Silva           | Cavaleiro              | 18 de março de 2011     | Contribuição à educação no Brasil                                                            |
| Gilda Kuitá                                    | Cavaleiro              | 18 de março de 2011     | Contribuição à educação no Brasil                                                            |
| Maria Auxiliadora de Oliveira                  | Cavaleiro              | 18 de março de 2011     | Contribuição à educação no Brasil                                                            |
| João de Seixas Dória                           | Comendador             | 23 de fevereiro de 2007 | Reconhecimento por serviços prestados como ex-Governador de Sergipe                          |
| Paulo Nogueira Neto                            | Grã-Cruz               | 30 de agosto de 2006    | Notável contribuição à causa ambiental no Brasil                                             |
| Marcos Pontes                                  | Comendador             | 19 de abril de 2006     | Primeiro astronauta brasileiro a viajar ao espaço                                            |
| Sérgio Vieira de Mello                         | Grã-Cruz               | 19 de agosto de 2003    | Reconhecimento póstumo de sua atuação como Representante Especial da ONU                     |
| Orlando Villas-Bôas                            | Grã-Cruz (post mortem) | 30 de dezembro de 2002  | Contribuição notável à cultura indígena e projeção internacional do Brasil                   |
| João Camilo Penna                              | Grã-Cruz               | 20 de agosto de 2002    | Reconhecimento de trajetória em atividades públicas e industriais                            |
| Fernanda Montenegro                            | Grã-Cruz               | 22 de março de 1999     | Relevantes serviços prestados à Nação como expoente das artes cênicas brasileiras            |
| João Havelange                                 | Grã-Cruz               | 9 de setembro de 1998   | Excepcionais e relevantes serviços prestados à Nação                                         |
| Zagallo                                        | Medalha                | 14 de julho de 1998     | Vice-campeonato mundial como técnico da Seleção Brasileira de Futebol                        |
| Zico                                           | Medalha                | 14 de julho de 1998     | Vice-campeonato mundial como coordenador técnico da Seleção Brasileira de Futebol            |
| Aldair Nascimento dos Santos                   | Medalha                | 14 de julho de 1998     | Vice-campeonato mundial como jogador da Seleção Brasileira de Futebol                        |
| André Alves da Cruz                            | Medalha                | 14 de julho de 1998     | Vice-campeonato mundial como jogador da Seleção Brasileira de Futebol                        |
| Marcelo Gonçalves Costa Lopes                  | Medalha                | 14 de julho de 1998     | Conquista do Vice-Campeonato Mundial de Futebol em 1998                                      |
| Raimundo Ferreira Ramos Júnior (Júnior Baiano) | Medalha                | 14 de julho de 1998     | Conquista do Vice-Campeonato Mundial de Futebol em 1998                                      |
| Leonardo Nascimento de Araújo                  | Medalha                | 14 de julho de 1998     | Conquista do Vice-Campeonato Mundial de Futebol em 1998                                      |
| Rivaldo Vítor Borba Ferreira                   | Medalha                | 14 de julho de 1998     | Conquista do Vice-Campeonato Mundial de Futebol em 1998                                      |
| Roberto Carlos                                 | Medalha                | 14 de julho de 1998     | Conquista do vice-campeonato mundial de futebol de 1998                                      |
| Bebeto                                         | Medalha                | 14 de julho de 1998     | Jogador da Seleção Brasileira de Futebol – Vice-Campeonato Mundial de 1998                   |
| Cafu                                           | Medalha                | 14 de julho de 1998     | Jogador da Seleção Brasileira de Futebol – Vice-Campeonato Mundial de 1998                   |
| Carlos Germano                                 | Medalha                | 14 de julho de 1998     | Jogador da Seleção Brasileira de Futebol – Vice-Campeonato Mundial de 1998                   |
| Carlos César Sampaio Campos                    | Medalha                | 14 de julho de 1998     | Jogador da Seleção Brasileira de Futebol – Vice-Campeonato Mundial de 1998                   |
| Doriva                                         | Medalha                | 14 de julho de 1998     | Jogador da Seleção Brasileira de Futebol – Vice-Campeonato Mundial de 1998                   |
| Dunga                                          | Medalha                | 14 de julho de 1998     | Jogador da Seleção Brasileira de Futebol – Vice-Campeonato Mundial de 1998                   |
| Edmundo                                        | Medalha                | 14 de julho de 1998     | Jogador da Seleção Brasileira de Futebol – Vice-Campeonato Mundial de 1998                   |
| Denílson (futebolista)                         | Medalha                | 14 de julho de 1998     | Jogador da Seleção Brasileira de Futebol – Vice-Campeonato Mundial de 1998                   |
| Dida (futebolista), Nelson de Jesus Silva      | Medalha                | 14 de julho de 1998     | Jogador da Seleção Brasileira de Futebol – Vice-Campeonato Mundial de 1998                   |
| Emerson                                        | Medalha                | 14 de julho de 1998     | Jogador da Seleção Brasileira de Futebol – Vice-Campeonato Mundial de 1998                   |
| Giovanni                                       | Medalha                | 14 de julho de 1998     | Jogador da Seleção Brasileira de Futebol – Vice-Campeonato Mundial de 1998                   |
| Luiz Felipe Lampreia                           | Grã-Cruz               | 31 de março de 1998     | Ministro de Estado das Relações Exteriores e membro do Conselho da Ordem                     |
| Nelson Jobim                                   | Grã-Cruz               | 31 de março de 1998     | Ministro do Supremo Tribunal Federal e ex-membro do Conselho da Ordem                        |
| Alberto Mendes Cardoso                         | Grã-Cruz               | 31 de março de 1998     | General-de-Brigada e Chefe da Casa Militar da Presidência da República                       |
| Eduardo Jorge Caldas Pereira                   | Grã-Cruz               | 31 de março de 1998     | Secretário-Geral da Presidência da República e membro do Conselho da Ordem                   |
| Iris Rezende                                   | Grã-Cruz               | 31 de março de 1998     | Ministro de Estado da Justiça e membro do Conselho da Ordem                                  |
| Miguel Reale                                   | Grã-Cruz               | 13 de março de 1997     | Reconhecimento por sua trajetória intelectual e atuação no campo jurídico e filosófico       |
| Newton Doreste Baptista                        | Comendador             | 19 de agosto de 1996    | Serviços prestados à Justiça no combate às fraudes da Previdência Social                     |
| Antonio-Carlos Amorim                          | Comendador             | 19 de agosto de 1996    | Serviços prestados à Justiça no combate às fraudes da Previdência Social                     |
| José Lisboa da Gama Malcher                    | Comendador             | 19 de agosto de 1996    | Serviços prestados à Justiça no combate às fraudes da Previdência Social                     |
| Maria Iglena Cisne Cid                         | Comendador             | 19 de agosto de 1996    | Serviços prestados à Justiça no combate às fraudes da Previdência Social                     |
| Ayrton Senna                                   | Grã-Cruz (post mortem) | 5 de maio de 1994       | Reconhecimento póstumo por sua contribuição ao esporte e projeção internacional do Brasil    |
| Graciliano Ramos                               | Grã-Cruz (post mortem) | 25 de junho de 1992     | Reconhecimento póstumo por sua contribuição à literatura brasileira                          |
| Assis Chateaubriand                            | Grã-Cruz (post mortem) | 25 de junho de 1992     | Reconhecimento póstumo por sua atuação na imprensa e contribuição para a cultura nacional    |